# 小村つばさ
小村 つばさ（こむら つばさ、1996年11月7日 - ）は、日本の元女子アマチュアボクシング（ライトフライ級・フライ級）選手である。熊本県出身。東海大学付属熊本星翔高等学校卒業。自衛隊体育学校所属の自衛官（2017年現在、3等陸曹）。右フックを武器とするサウスポー。2017年アジア女子選手権ライトフライ級銅メダリスト。全日本選手権ライトフライ級3連覇（2015年 - 2017年）。

## 経歴
熊本県熊本市出身。小学校ではバスケットボールを、中学校では陸上競技を経験した。中学生時代にボクシングに出逢い、ボクシング部がある東海大学付属熊本星翔高等学校に進学した。
高校のボクシング部では唯一の女子部員だったが、男子部員と共に同じ練習メニューをこなし、全日本女子アマチュアボクシング選手権大会ライトフライ級に出場。2012年、1年生で出場した大会では世界ジュニア選手権を制した同学年の佐伯霞に1回戦で敗れた。しかし翌2013年の同選手権では3位に入賞。さらに翌2014年（第13回全日本選手権）は準優勝した。
高校の教師の勧めで2015年春の卒業後に自衛隊に入隊し、同時に、自衛官アスリートを育成する機関である自衛隊体育学校に入校した。同学校は、2020年東京オリンピックを見据えて優秀な高校生アスリートを採用する「スーパー高校生枠」を2015年から設けており、小村はその一期生となった。また、同時に入校した伊藤沙月と共に、同学校の女子ボクシング選手の一期生にもなった。
2015年12月、4度目の挑戦となる第14回全日本選手権ライトフライ級で初優勝した。さらに翌2016年（第15回）も決勝戦で佐伯霞に勝利し、連覇を果たした。
2020年東京オリンピックで女子ライトフライ級が実施されないことから、2017年に階級をフライ級に変更した。同年8月の台北市カップ国際ボクシングトーナメントに女子フライ級で出場し、優勝した。同年11月にベトナム・ホーチミン市で開催されたASBCアジア女子選手権ではライトフライ級に出場。準決勝でインドのメアリー・コムに敗れたが銅メダルを獲得した。同年12月の第16回全日本選手権もライトフライ級で出場し、同階級3連覇を達成した。
2018年はフライ級で自衛隊の後輩並木月海と国民体育大会と全日本選手権の2度当たるも連敗（全日本選手権優勝は同期の晝田瑞希）。
2020年東京オリンピックへの関門となる2019年全日本選手権では1回戦を勝利し準々決勝に進むが、河野沙捺に敗れ五輪出場が消滅した。
後のOPBF東洋太平洋女子アトム級王者の松田恵里とは、3年連続で全日本選手権2回戦で当たり、いずれも退けている。
2022年現在は自衛隊体育学校のコーチ。